# Hofegänger
Hofegänger (auch Hofgänger) waren Gutstagelöhner, die vor allem auf den großen Gütern in Nord- und Ostdeutschland zu finden waren, besonders im 19. Jahrhundert.
Auf den Gütern gab es Inste, die mit ihrer Familie auf einem Hof arbeiteten und Knechte hatten, die Hofgänger (oder Scharknechte). Sie standen in einem herrschaftlichen Verhältnis zum Gutsherrn, waren aber keine Lohnarbeiter, denn sie waren am Ertrag des Bodens beteiligt, bekamen aber keinen festgelegten Lohn für ihre Arbeit.
Siehe auch: Erläuterungen über Hofgänger, Scharknechte und Instleute